# Азеј (Бјела)
Азеј је насеље у Италији у округу Бијела, региону Пијемонт.
Према процени из 2011. у насељу је живело 59 становника. Насеље се налази на надморској висини од 353 м.